# Kerem Gönlüm
Kerem Gönlüm, né le 22 novembre 1977 à Eskişehir, en Turquie, est un joueur turc de basket-ball. Il évolue aux postes d'ailier fort et de pivot.

## Palmarès
- Finaliste du championnat du monde 2010